# نشاط خارج المركبة

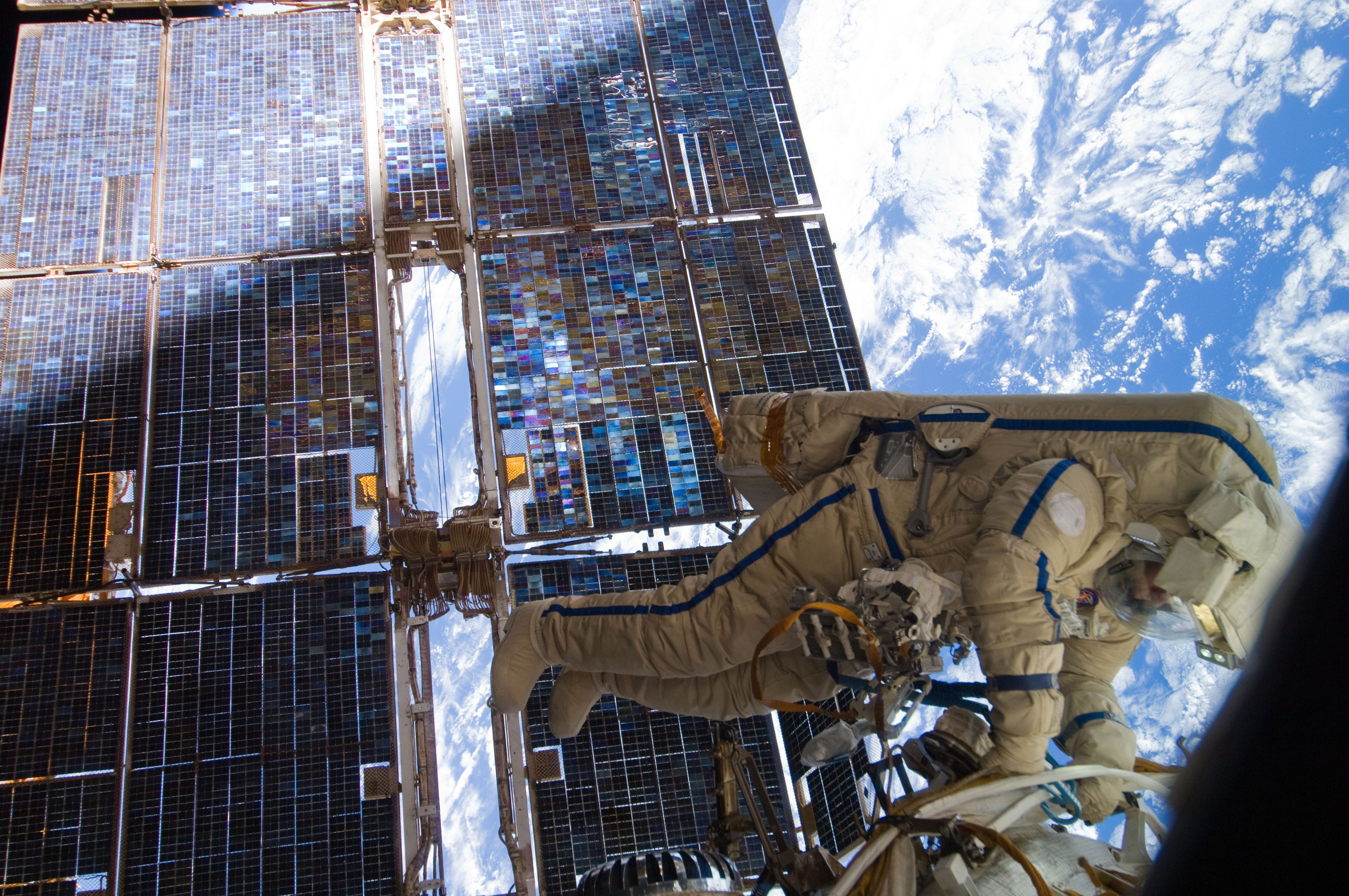
رائد الفضاء سيرجي فولكوف يعمل خارج محطة الفضاء الدولية في 3 أغسطس 2011.

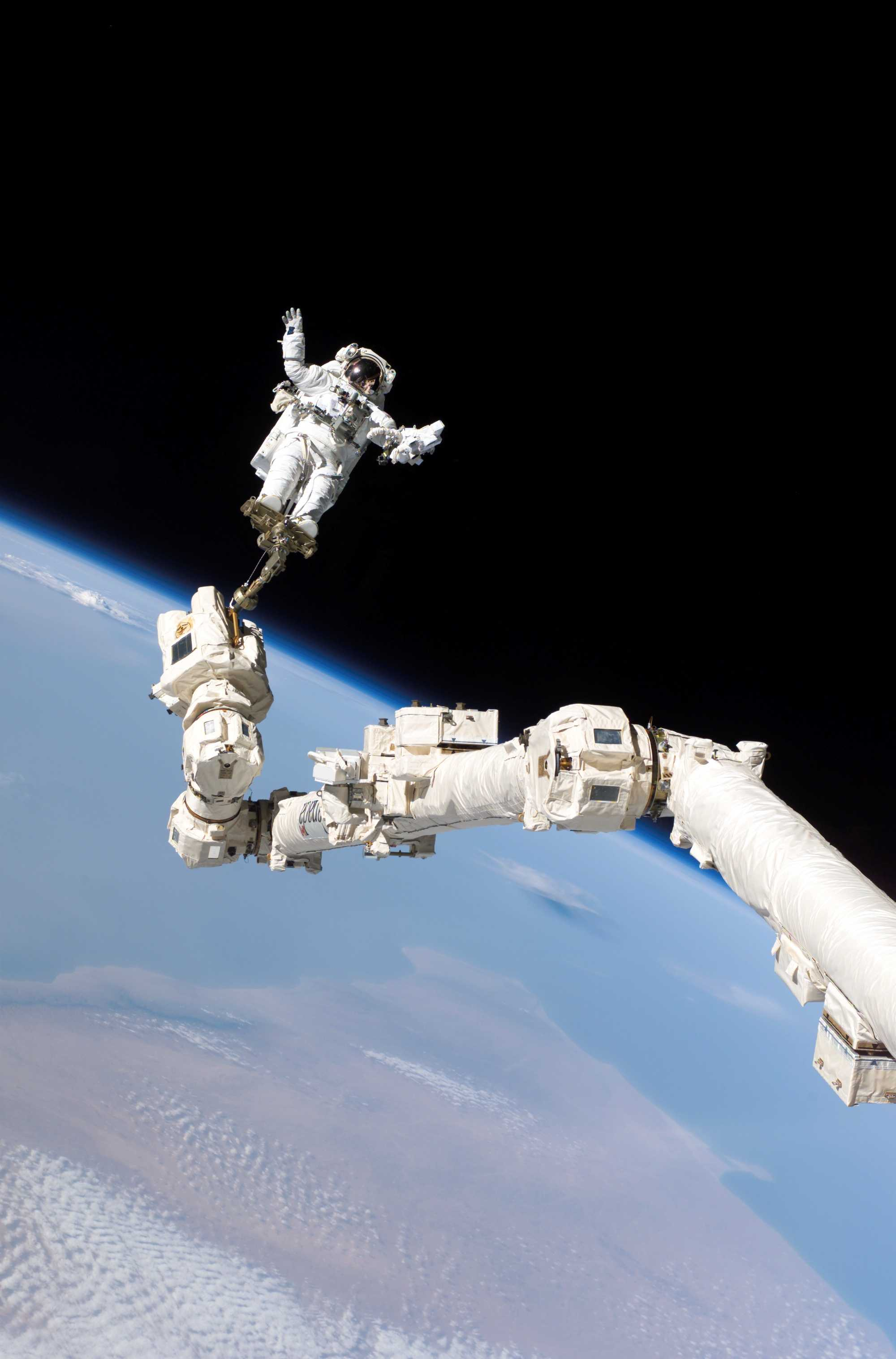
ستيفن روبينسون يركب ذراعا روبوتية خلال مهمة إس تي سي-114، ويقوم بأول عملية إصلاح لمكوك فضائي أثناء الطيران.

نشاط خارج المركبة (بالإنجليزية: Extravehicular activity وإختصارا EVA)‏ هو أي نشاط يقوم به رائد الفضاء خارج المركبة الفضائية في الفضاء الخارجي. ينطبق المصطلح عادة على عملية السير في الفضاء خارج مركبة الفضاء التي تدور حول الأرض (مثل محطة الفضاء الدولية)، ولكنه ينطبق أيضا على إستكشاف سطح القمر الذي قام به ستة رواد فضاء أمريكيين في برنامج أبولو في الفترة الممتدة من 1969 إلى 1972. أيضا قام رواد الفضاء بنشاط خارج المركبة في عام 1973 لإصلاح بعض الأضرار التي لحقت بمحطة الفضاء سكاي لاب.
الأنشطة خارج المركبة قد تكون إما موصولة (حيث يكون رائد الفضاء متصلا بالمركبة الفضائية بواسطة حبل ويتم تزويده بالأكسجين والطاقة الكهربائية من خلال ذلك الحبل) أو قد تكون غير موصولة.
الدول التي قامت بأنشطة خارج المركبة هي: الاتحاد السوفيتي/روسيا، الولايات المتحدة والصين.

## تاريخ التطوير
ابتكر مخططو وكالة ناسا مصطلح النشاط خارج المركبة، والذي يُختصر إلى EVA، في أوائل ستينيات القرن العشرين لبرنامج أبوللو لهبوط البشر على سطح القمر؛ لأن رواد الفضاء سيغادرون المركبة الفضائية لجمع العينات من المواد القمرية ولإجراء التجارب العلمية. بدأ برنامج جمناي لدعم هذه الأهداف بالإضافة إلى أهداف برنامج أبوللو الأخرى، بغرض تطوير قدرة رواد الفضاء على العمل خارج مركبة فضائية بسعة شخصين تدور حول الأرض. ومع ذلك، كان الاتحاد السوفيتي ينافس بشراسة للحفاظ على تفوقه المبكر الذي حققه في مجال الرحلات الفضائية المأهولة، ولهذا أمر الحزب الشيوعي السوفيتي، بقيادة نيكيتا خروتشوف، بتحويل الكبسولة فوستوك السوفيتية التي كانت تأوي طيارًا واحدًا إلى مركبة تأوي شخصين أو ثلاثة أشخاص باسم فوسخود، لكي تنافس مركبة جمناي وأبوللو. تمكن السوفييت من إطلاق كبسولتين من نوع فوسخود قبل أول إطلاق للمركبة المأهولة جمناي التابعة للولايات المتحدة.
احتاجت إلكترونيات الطيران بمركبة فوسخود إلى تبريد بهواء المقصورة لمنع من السخونة الزائدة، ولهذا لزم وجود غرفة ضغط حتى يتمكن رواد الفضاء الذين سيسيرون في الفضاء أن يخرجوا ويعاودوا الدخول إلى المقصورة بينما تظل محافظةً على الضغط. وعلى النقيض، لم تحتج إلكترونيات الطيران بمركبة جمناي إلى تبريد هوائي، ما سمح لرواد الفضاء الذين سيسيرون في الفضاء أن يخرجوا ويعاودوا الدخول إلى المقصورة غير المحافظة على الضغط عبر باب مفتوح. وبسبب هذا الاختلاف، طور الأمريكيون والسوفييت طرقًا مختلفةً لتحديد مدة النشاط خارج المركبة. تبدأ طريقة السوفييت، الروسيين الآن، في احتساب الوقت منذ اللحظة التي يُفتح فيها باب غرفة الضغط الخارجية ويكون رائد الفضاء في الفراغ. ويبدأ احتساب مدة النشاط خارج المركبة عند الأمريكيين من اللحظة التي يخرج فيها رأس رائد الفضاء على الأقل من خارج المركبة الفضائية. 

### أول عملية سير بالفضاء
نُفذت أول عملية نشاط خارج المركبة يوم 18 مارس عام 1965، بواسطة رائد الفضاء السوفيتي أليكسي ليونوف، الذي قضى مدة 12 دقيقةً وتسع ثوانٍ خارج مركبة فوسخود 2 الفضائية. لم يملك ليونوف أي وسيلة للتحكم بحركته في الفضاء غير السحب على الحبل المتصل به الذي كان يبلغ طوله 15.35 مترًا، وكان يحمل حقيبة ظهر معدنية بيضاء تحتوي على أكسجين مضغوط يكفيه للتنفس لمدة 45 دقيقةً. ادعى ليونوف بعد رحلته أن هذه العملية كانت سهلةً، ولكن انتفخت بذلته الفضائية بسبب زيادة ضغطها الداخلي في مواجهة الفراغ الفضائي من الخارج، ما جعلها تتيبس بشدة لدرجة أنه لم يتمكن من تفعيل مصراع آلة التصوير المثبتة على صدره. 
وفيه نهاية سيره الفضائي، سبب تيبس البدلة مشاكل أكثر خطورة على ليونوف: إذ كان ليونوف مضطرًا للعودة إلى داخل الكبسولة عبر غرفة ضغط قماشية قابلة للنفخ، بقطر 1.2 متر وطول 2.5 متر. دخل ليونوف إلى غرفة الضغط بطريقة خاطئة، إذ أدخل رأسه أولًا وأصبح عالقًا من جانبيه. ولم يتمكن ليونوف من العودة دون تقليل الضغط داخل بذلته، ما جعله يخاطر بتعرضه لمرض «التحنّي». وأضاف هذا 12 دقيقةً إضافيةً إلى الوقت الذي قضاه ليونوف في الفراغ، وتعرض لسخونة زائدة بمقدار 1.8 درجة مئوية بسبب الإجهاد. لم يحاول السوفييت إجراء نشاط خارج المركبة مرةً أخرى بعد هذه المحاولة إلا بعد أربعة أعوام تقريبًا. وزيَّف السوفييت للصحافة مدى الصعوبة البالغة التي واجهها ليونوف في أثناء عمله في ظل ظروف انعدام الوزن، وأخفوا المشاكل التي واجهها ليونوف حتى بعد نهاية الحرب الباردة.

## اقرأ أيضًا
- سوكول (بدلة الفضاء)